# Занчевский, Иван Михайлович
Иван Михайлович Занчевский (4 (16) января 1861, Одесса — 15 июля 1928, Одесса) — математик, основал векторный и геометрический методы в механике; учитель математики Одесской женской гимназии (1883—1884), ординарный профессор (с 1896 года), статский советник (1896), секретарь совета (1897—1900), декан (с 29.12.1904 года; май 1917 года — ноябрь 1917 года) физико-математического факультета, ректор Императорского Новороссийского университета (1905—1907; 1917—1918), заведующий кабинетом механики Физико-математического института (1920—1921), профессор Одесского политехнического института (1921—1922); доктор прикладной математики (1891), профессор.

## Биография
Родился 4 января 1861 года в Одессе в семье военнослужащего. Высшее образование получил на физико-математическом факультете Императорского Новороссийского университета, который окончил в 1883 году с золотой медалью за работу «Кинетическая теория сложных циркулей». По окончании факультета был оставлен в университете для подготовки к профессорскому званию.
С 1 декабря 1883 года по 25 августа 1884 года работал учителем математики в Одесской женской гимназии. С 3 января 1886 года по 1 декабря 1887 года был в научной командировке в Париже и Берлине.
22 декабря 1887 года зачислен приват-доцентом Новороссийского университета, где преподавал механику. 12 октября 1889 года защитил диссертацию на соискание степени магистра механики по теме: «Теория винтов и приложение её к механике». 31 мая 1891 года получил степень доктора прикладной математики после защиты диссертации «Геометрические места в теории осей вращения».
29 января 1892 года И. Занчевский был назначен экстраординарным профессором по кафедре механики Императорского Новороссийского университета, а 1 января 1896 года — ординарным профессором. За выслугу лет 12 января 1896 года был удостоен чина статского советника. С 14 февраля 1897 года до 9 октября 1900 года — секретарь совета физико-математического факультета Новороссийского университета.
И. Занчевский принимал активное участие в работе X и XI съездов естествоиспытателей и врачей (1891, Киев; 1901, Санкт-Петербург), где руководил дискуссиями по вопросам методики преподавания математики. Советом Одесского отделения Императорского Русского технического общества 19 июня 1901 года был избран почётным попечителем школы десятников и заместителем председателя постоянной комиссии по техническому образованию, а с 20 декабря 1904 года по 1907 года был его председателем.
29 декабря 1904 года И. Занчевского назначили деканом физико-математического факультета, а 9 сентября 1905 года — ректором Новороссийского университета. В период революции 1905—1907 годов выступал против государства, в результате чего против него было возбуждено судебное дело, и 27 июля 1907 года он был освобождён от должности ректора. На два года затянулось следствие, при ведении которого затерялись вещественные доказательства. Это облегчило защиту, И. Занчевскому удалось избежать заключения. В 1909 году суд приговорил его к исключению из службы. В 1909—1916 годы И. Занчевский проживал в Санкт-Петербурге, где работал в банке, затем переехал в Киев.
С апреля 1917 года работал в Новороссийском университете, с мая — профессор кафедры теоретической и практической механики и декан физико-математического факультета, с ноября 1917 года до февраля 1918 года — ректор Императорского Новороссийского университета, в 1917—1920 годы — заведующий кабинетом механики и заведующий механической мастерской Новороссийского университета. После ликвидации университета работал профессором и заведующим кабинетом механики в Физико-математическом институте (1920—1921). С 1921 года — председатель предметной комиссии по математике и механике Института народного образования, в 1921—1922 годах — профессор кафедры теоретической механики в Одесском политехническом институте.
Умер 15 июля 1928 в Одессе. Похоронен на Втором Христианском кладбище Одессы.

## Научная деятельность
И. Занчевский принадлежал к своеобразной Одесской школе механиков, основанной В. М. Лигиным. Основные научные достижения были посвящены теории винтов и векторов и его основанию в механике. Одним из первых в России он начал вводить векторные методы и теорию винтов в практику преподавания в университете. Теорию винтов и теорию линейных комплексов ученый применял также к геометрическому исследованию распределения центральных осей сил и осей вращения в своей докторской диссертации, которая была развитием геометрического направления в исследовании теории удара, начатого трудами Н. Е. Жуковского и Ж. Г. Дарбу.

## Научные труды
- Теория винтов и приложение её к механике / И. М. Занчевский. — Одесса: тип. Шульце, 1889. — 131 с.
- Теоретическая механика / И. М. Занчевский. — Одесса, 1889. — 256 с.
- Геометрические места в теории осей вращения / И. М. Занчевский. — Одесса: тип. Шульце, 1891. — Вып. 1. — 82 с.

## Награды
- орден Святого Владимира IV степени
- орден Святого Станислава II степени
- орден Святой Анны III степени